# Пасифлора велетенська
Пасифлора велетенська (Passiflora quadrangularis) — деревоподібна ліана роду пасифлора з родини пасифлорові. Інші назви «велика гранадила», «гренадина», «пасифлора чотиригранна». Католицькі місіонери XVI ст. в Південній Америці називали його «квіткою страждання», вони вважали, що квітка символізує смерть Христа — чашолистки і пелюстки — це апостоли, корона — терновий вінець, а тичинки — рани.

## Опис
Це ліана завдовжки 10 -15 м, іноді може сягати 45 м, кучерява навколо опори. Стебла чотирикутної форми. Листки широкі, яйцеподібні або довгасто-яйцеподібні, від 10 до 20 см завдовжки. Цвіте великими, до 12.5 см в діаметрі, ароматними квітками, у формі дзвіноподібної чаші з 5 чашолистками, зеленуватих або червонуватих, зелених відтінків зовні, білого, рожевого або фіолетового всередині, і біло-синьої короною в центрі.
Плід овальний, 10-30 см завдовжки і 8-12 см завширшки, з тонкою жовтою або зеленою шкіркою. Усередині міститься ароматна борошниста, біла або рожева, кисло-солодка м'якоть з відносно великими фіолетово-коричневими насінинами.
М'якоть плоду містить воду, білки, вуглеводи, клітковину, кальцій, фосфор, залізо, вітаміни групи В, А, С, натрій, серотонін.

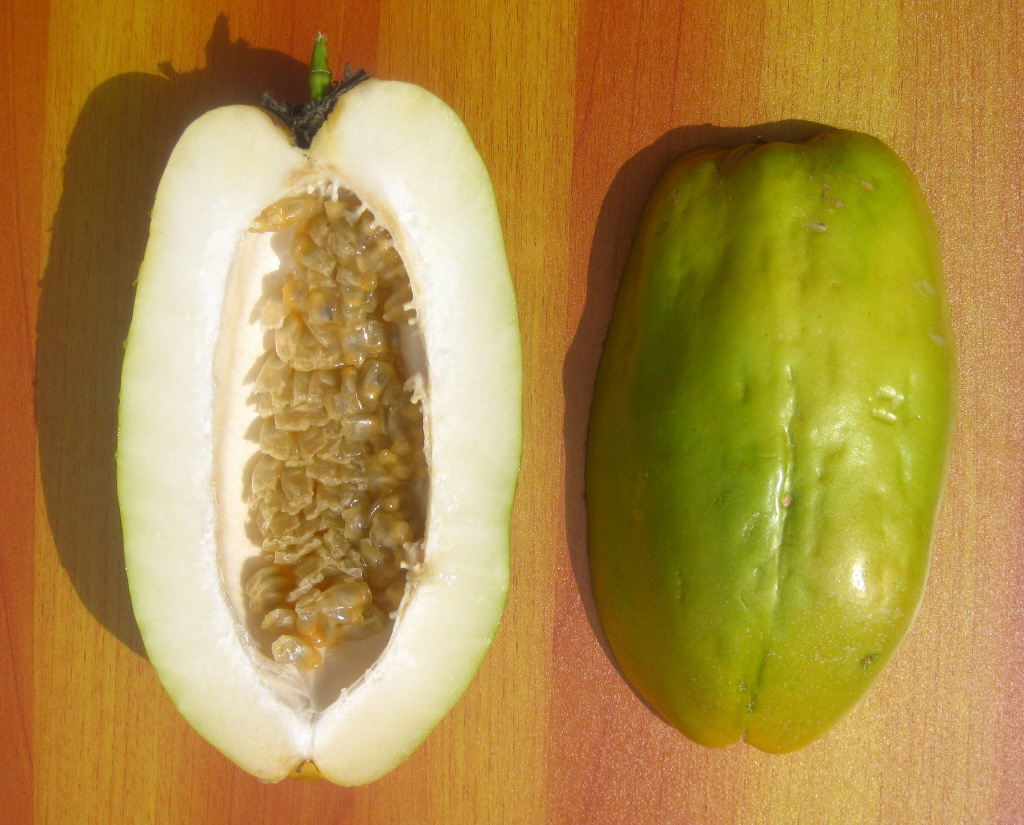
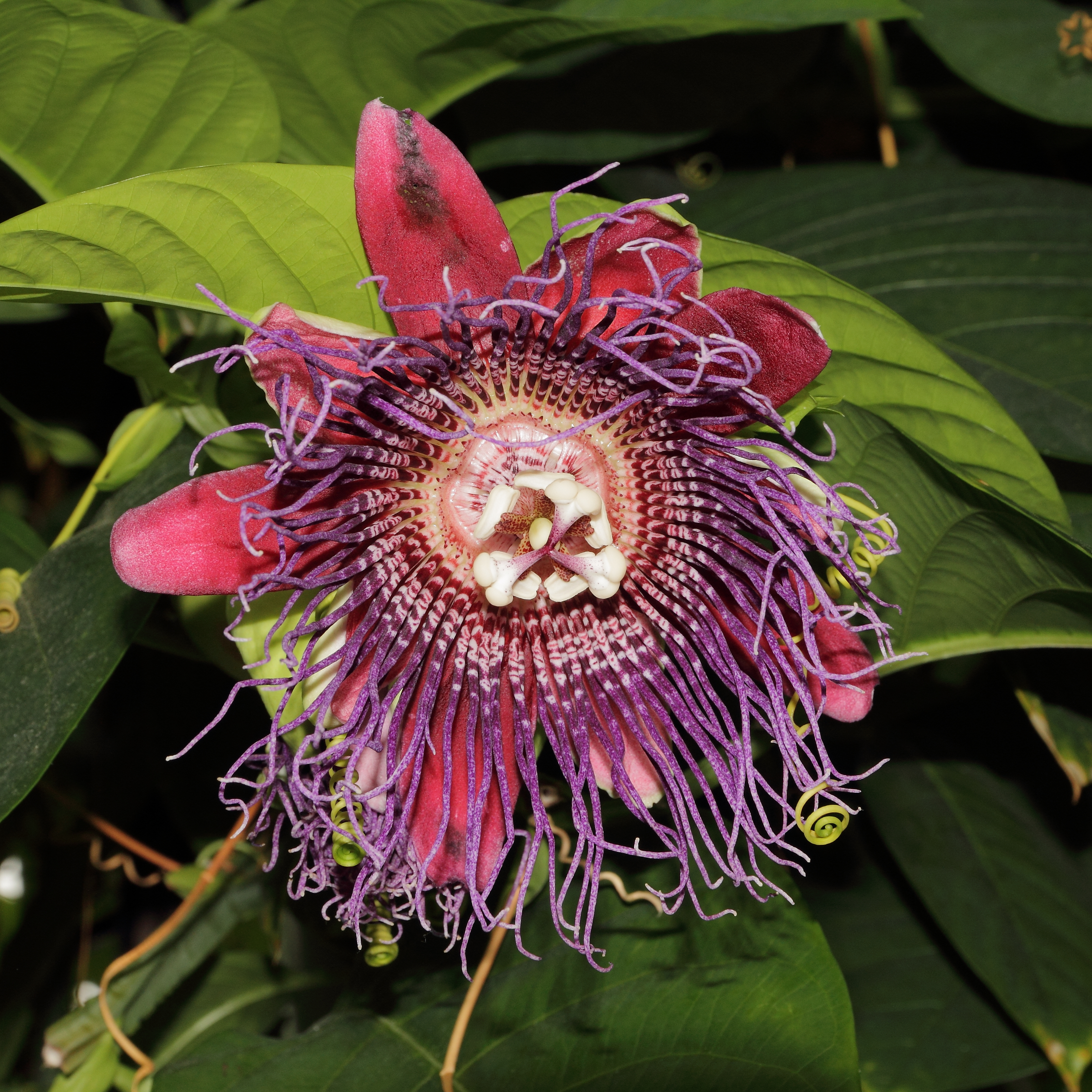
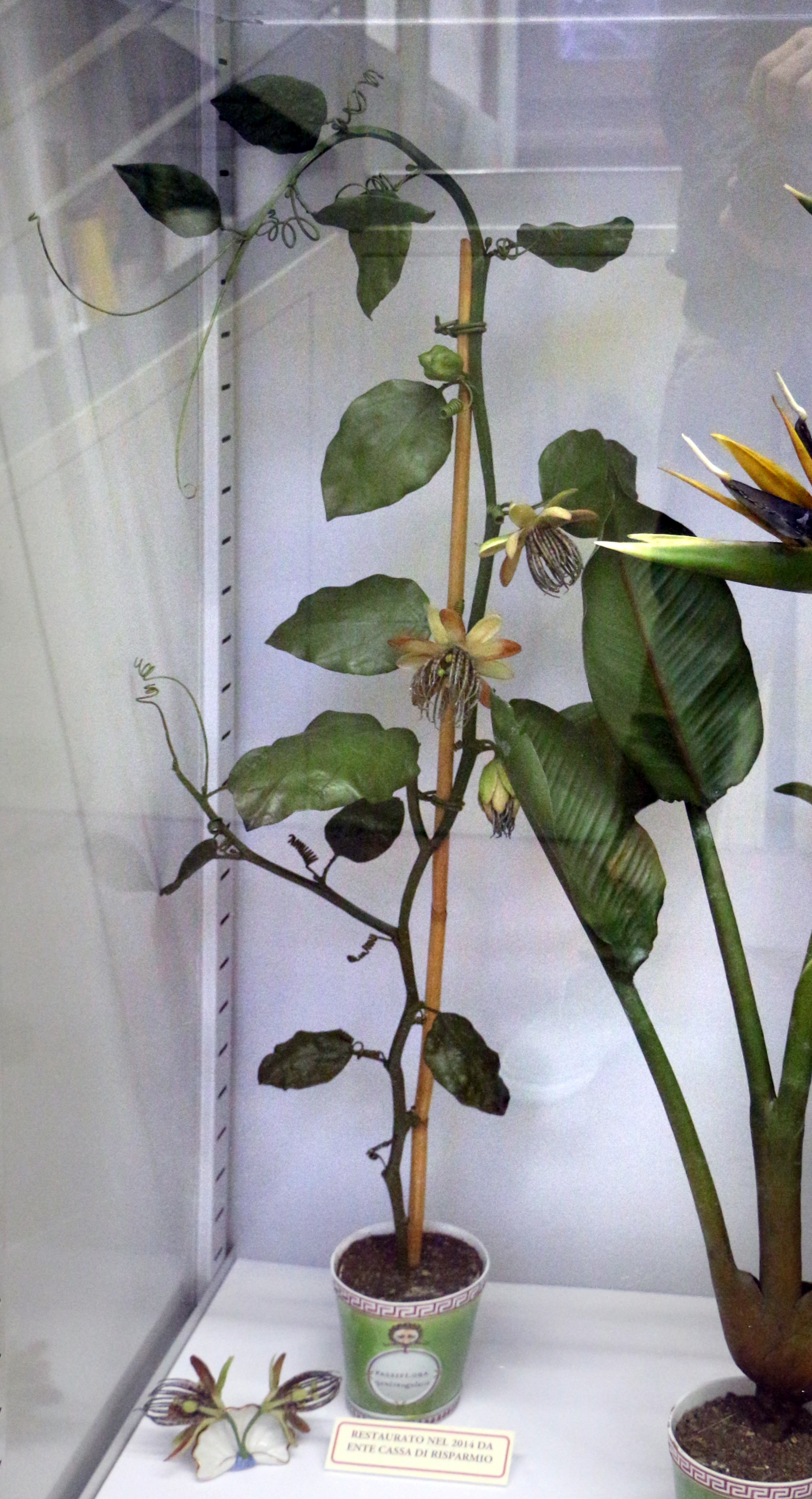

## Вирощування
Невибаглива й легко здатна адаптуватися до нових умов. Проте вона найкраще зростає на сонячних ділянках, оптимальною температурою зростання є +18 вночі і +28 вдень. Полюбляє багаті, добре дреновані слабокислі ґрунти. При підвищенні лужності ґрунту рослина може захворіти, перестати давати плоди й повільно рости.

## Застосування
М'якоть вживають у свіжому вигляді, а також використовують для отримання соку, напоїв, виготовлення желе, начинки для пирогів, алкогольних напоїв.
М'якоть стиглих фруктів, зі знятою шкіркою, розрізають і додають разом з папаєю, ананасом і бананом у фруктові салати, приправлені лимоном або соком лайма. Його готують з цукром і їдять як десерт, консервують у сироп, готують цукати.
В Індонезії м'якоть і шкірку їдять разом з цукром. Австралійці додають трохи апельсинового соку і подають з вершками. Незрілі плоди готують на парі або варять і подають як овочі.
Їстівні також бульби цієї рослини, що досягають 4 кг маси і за смаком нагадують батат. Лозу запікають і їдять на Ямайці як замінник ямса.
У тропічних країнах цінують як протицинготний і шлунковий засіб. У Бразилії м'якоть призначають як заспокійливий засіб, щоб зняти нервову напругу, головний біль, астму, діарею, неврастенію та безсоння. Відвар листя є глистогінним засобом. Корінь використовують як блювотний, сечогінний і глистогінний засіб.

## Поширення
Першочергово вирощували у тропічній Америці. Вона росла на Барбадосі та на кількох інших островах Карибського басейну і на Бермудських островах з середини XVIII ст. Поширена від Мексики до Бразилії та Перу.
У XVIII ст. завезена до Малайзії, де вона процвітає як на півночі, і на півдні. У В'єтнамі зростає в південній частині країни. Також вирощують у низинах Індії, Цейлону та Філіппін, у тропічній Африці, в Австралії. У тропічній Австралії рослина здичавіла і пишно росте в джунглях.